# Karawang Kulon
Karawang Kulon is een bestuurslaag in het regentschap Karawang van de provincie West-Java, Indonesië. Karawang Kulon telt 22.366 inwoners (volkstelling 2010).